# Cratere Laxness
Laxness  è un cratere sulla superficie di Mercurio.